# Aggraffatura

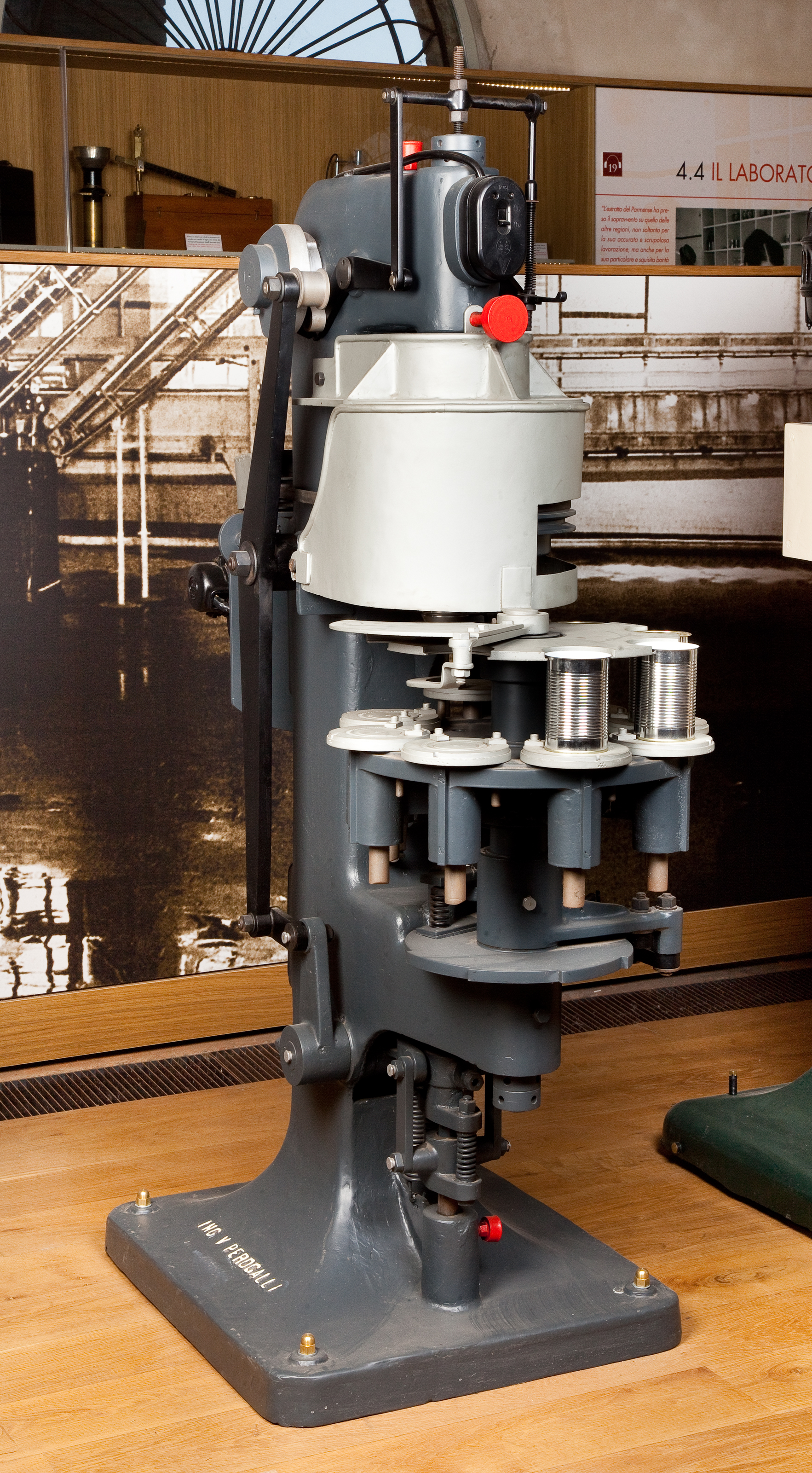
Macchina aggraffatrice per la chiusura delle lattine contenenti conserva di pomodoro (1970)

L'aggraffatura è una lavorazione di deformazione plastica a freddo che serve per unire i bordi di lamiere di basso spessore.

## Tecnica
Per eseguire l'aggraffatura si sovrappongono dapprima i due lembi da unire (che possono appartenere anche allo stesso lamierino) e si ripiegano quindi assieme due volte su se stessi, ottenendo un'unione stabile ed ermetica. È in pratica una bordatura ripiegata su sé stessa dei due lati da unire.
L'aggraffatura viene eseguita tramite opportune macchine dette aggraffatrici, ed è molto utilizzata per produrre tubi di grosso diametro di lamierino, quali quelli per le canne fumarie, per i pluviali delle grondaie e per i barattoli per l’industria conserviera. L'aggraffatura può essere lineare, come quella per i tubi, o su forme diverse, come su certi recipienti, dove viene eseguita con apposite macchine aggraffatrici a rulli.